# Chiggave, Tiptur
Chiggave là một làng thuộc tehsil Tiptur, huyện Tumkur, bang Karnataka, Ấn Độ.